# Astragalus diversipilosus
Astragalus diversipilosus es una especie de planta del género Astragalus, de la familia de las leguminosas, orden Fabales.

## Distribución
Astragalus diversipilosus se distribuye por Irán.

## Taxonomía
Fue descrita científicamente por D. Podlech. Fue publicado en Sendtnera 6: 145 (1999).